# 이노촌 (도야마현)
이노촌(飯野村)은 도야마현 시모니카와군에 있던 촌이다.

## 역사
- 1889년 4월 1일 - 정촌제 시행에 의해 시모니카와군 이노촌이 성립하였다.
- 1953년 10월 1일 - 아라야촌, 아오키촌, 고스리도촌, 우에하라촌, 요코야마촌, 구누기야마촌과 합병해 뉴젠정이 성립하였다.

## 참고문헌
- 『市町村名変遷辞典』東京堂出版、1990年。